# دومانيفكا (بورغاس)

دومانيفكا (Доманівка) هي مدينة في مقاطعة بورغاس في أوكرانيا.
يبلغ عدد سكانها حوالي 6450 نسمة.